# Dyschoriste
- Commons
- Wikispecies

Dyschoriste Nees, segundo o Sistema APG II, é um gênero botânico da família Acanthaceae

## Sinonímia
- Calophanes D.Don
- Phillipsia Rolfe

## Espécies
- Dyschoriste actinotricha
- Dyschoriste adscendens
- Dyschoriste alba
- Dyschoriste albiflora
- Dyschoriste amoena
- «Lista das espécies»

## Nome e referências
Dyschoriste Nees 1832

## Classificação do gênero
| Sistema | Classificação                       | Referência            |
| ------- | ----------------------------------- | --------------------- |
| APG II  | Ordem Lamiales, família Acanthaceae | APweb, versão 9, 2008 |